# 毛鸡爪槭
毛鸡爪槭（学名：Acer pubipalmatum），为槭树科槭属下的一个植物种。